# Max Pezzali
Massimo "Max" Pezzali (Pavia, 1967. november 14. –) olasz énekes, aki 1991 és 2003 között a 883 nevű olasz pop rock együttes frontembere volt.

## Élete
1967-ben született, a lombardiai Paviában. Szülei virágárusok voltak. Osztálytársa volt Mauro Repetto az együttes későbbi tagja. Pezzali és Repetto közös szenvedélye a Rock'n'roll zene volt, ekkortól kezdtek foglalkozni a bandaalapítás gondolatával.A nyilvánosság előtt először 1991-ben a Castrocarói fesztiválon léptek fel az Hanno ucciso l'Uomo Ragno c. dallal, majd 2002-ben bomlott fel a banda, amikor Max kilépett, hogy szólókarrierbe kezdjen. Az együttes 10 éve alatt, 9 album és 25 videóklip készült.

## Albumok
883-as albumok
- - 1992 - Hanno ucciso l'Uomo Ragno
- - 1993 - Nord Sud Ovest Est
- - 1994 - Remix 94
- - 1995 - La donna Il sogno e Il grande incubo
- - 1997 - La dura legge del gol!
- - 1998 - Gli anni
- - 1999 - Grazie mille
- - 2000 - Mille grazie (Csak Ausztriában, Németországban és Svájcban lett kiadva)
- - 2001 - Uno in più
- - 2002 - Love/Life: L'amore e la vita al tempo degli 883

szólólemezek
- - 2004 - Il mondo insieme a te
- - 2005 - Tutto Max
- - 2007 - Time Out
- - 2011 - Terraferma
- - 2012 - Hanno ucciso l'Uomo Ragno 2012
- - 2013 - Max 20

## Fordítás
- Ez a szócikk részben vagy egészben  a   Max Pezzali című angol Wikipédia-szócikk fordításán alapul.  Az eredeti cikk szerkesztőit annak laptörténete sorolja fel. Ez a jelzés csupán a megfogalmazás eredetét és a szerzői jogokat jelzi, nem szolgál a cikkben szereplő információk forrásmegjelöléseként.